# Ezequiel García Enseñat
Ezequiel García Enseñat (La Habana, 1862-La Habana, 1938) fue un diplomático, político, profesor y periodista cubano, secretario de Instrucción Pública y Bellas Artes durante la década de 1910.

## Biografía

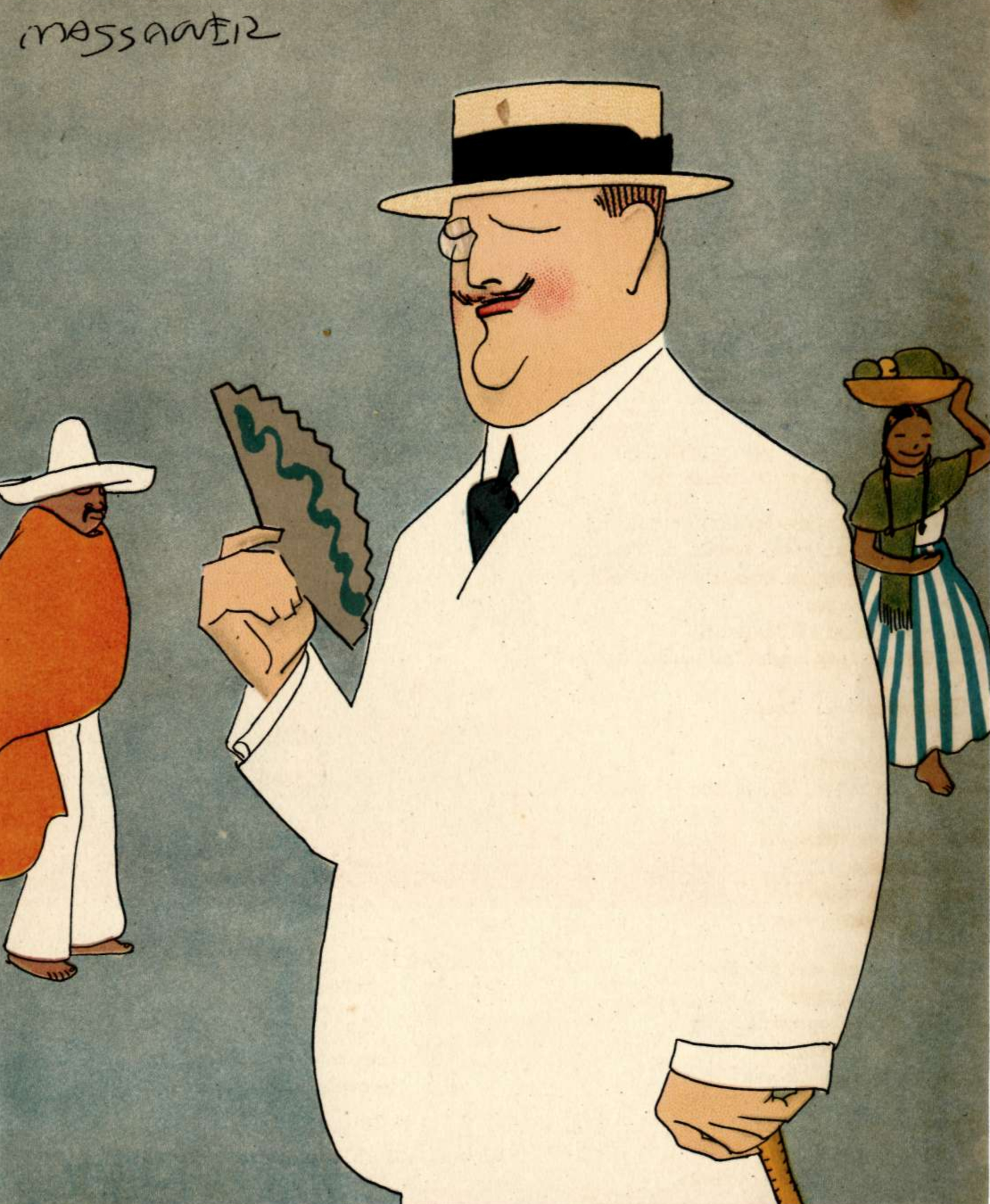
Retratado por Massaguer en la revista Social (1919)

Nació el 23 de marzo de 1862 en La Habana. Doctor en Filosofía y Letras y licenciado en Derecho, fue secretario de la Delegación Cubana en París, tercer secretario de la sección de Literatura del Ateneo de Madrid, catedrático y bibliotecario de la Universidad de la Habana. Fue director de varios periódicos, además de colaborador en la prensa.
Miembro de número de la Academia de la Historia, obtuvo escaño en la Cámara de Representantes y ocupó el cargo de secretario de Instrucción Pública y Bellas Artes entre 1913 y 1917. Ejerció como ministro plenipotenciario de Cuba en México y en Italia. Falleció el 9 de noviembre de 1938 en La Habana y habría sido enterrado presumiblemente en el cementerio de Colón. Estuvo casado con Lily Moré.